# Round 13
Albums de Krokus
To Rock or Not to Be
(1995) Rock the Block
(2003)
Round 13 est le treizième album studio du groupe de hard rock suisse, Krokus. Il est sorti en octobre 1999 sur le label Phonag Records et a été produit par Fernando Von Arb et Many Maurer.

## Historique
Après la sortie de l'album précédent, To Rock or Not to Be, qui marquait le retour du groupe dans le top 10 du hit-parade suisse, Krokus se disloqua à nouveau. Marc Storace, Freddy Steady et Mark Kohler quittèrent le groupe qui sera mit en mode pause quelque temps.
En 1998, Fernando Von Arb réunit autour de lui de nouveaux musiciens, le chanteur gallois Carl Sentance et le guitariste Chris Lauper et de vieilles connaissances, le bassiste Many Maurer (déjà membre de Krokus pour les deux albums précédents) et le batteur Peter Haas (qui officiait sur l'album Stampede). Le groupe rejoint au printemps 1999, le studio Watermill situé à Wil dans le canton de Saint-Gall pour y enregistrer cet album, Tony Platt se chargera du mixage.
Tous les titres, à l'exception de Heya, la chanson qui ouvre l'album et Money Back (composé avec Many Maurer) sont des compositions de Fernando Von Arb. L'album sortira d'abord uniquement en Suisse avant que Angel Air Records, un petit label anglais le distribue aussi au Royaume-Uni.
Il n'aura que peu de succès, décrochant uniquement une 35e place dans les charts suisses.

## Liste des titres
- Tous les titres sont signés par Fernando Von Arb sauf indications.

1. Heya (Bob Markley, Jim Stallings) - 4:15
2. Money Back (Fernando Von Arb, Many Maurer) - 4:30
3. Break Free - 3:51
4. Guitar Rules - 2:58
5. Blood Comes Easy - 4:49
6. Suck My Guitar - 3:54
7. Gipsy Love - 4:43
8. Witchhunt - 3:58
9. Backstabber - 4:14
10. Wild Times - 3:16

## Musiciens
Krokus
- Fernando Von Arb: guitares
- Carl Sentance: chant
- Many Maurer: basse
- Chris Lauper: guitares
- Peter Haas: batterie, percussions

Musiciens additionnels
- Andy Portmann, Chris Egger, Claudio Matteo: chœurs

## Chart
| Pays   | Durée du classement | Meilleur classement |
| ------ | ------------------- | ------------------- |
| Suisse | 5 semaines          | 35e                 |

## références
1. ↑  hitparade.ch/krokus/round 13